# Kosuke Yamamoto
Pour les articles homonymes, voir Yamamoto.
Kosuke Yamamoto (山本 康裕, Yamamoto Kosuke) est un footballeur japonais né le 29 octobre 1989 à Hamamatsu. Il est milieu de terrain.

## Palmarès
- Vainqueur de la Coupe de la Ligue japonaise en 2010 avec le Júbilo Iwata